# Metepeira nigriventris
Metepeira nigriventris är en spindelart som först beskrevs av Władysław Taczanowski 1878.  Metepeira nigriventris ingår i släktet Metepeira och familjen hjulspindlar. Inga underarter finns listade i Catalogue of Life.